# Pereliseanka, Novohrad-Volînskîi
Pereliseanka (în ucraineană Перелісянка) este un sat în comuna Cervona Volea din raionul Novohrad-Volînskîi, regiunea Jîtomîr, Ucraina.

## Demografie
Componența lingvistică a localității Pereliseanka
     Ucraineană (100%)
Conform recensământului din 2001, toată populația localității Pereliseanka era vorbitoare de ucraineană (100%).